# Rabenholz
Rabenholz (danska: Ravnholt) är en kommun och ort i Kreis Schleswig-Flensburg i förbundslandet Schleswig-Holstein i Tyskland.
Kommunen ingår i kommunalförbundet Amt Geltinger Bucht tillsammans med ytterligare 15 kommuner.